# Elatostema involucratum
Elatostema involucratum là loài thực vật có hoa trong họ Tầm ma. Loài này được Franch. & Sav. mô tả khoa học đầu tiên năm 1875.